# بطاطا حارة
بطاطا حارة  هو طبق نباتي لبناني، ويتكون من البطاطا والفلفل الأحمر والكزبرة والفلفل الحار والثوم، وكلها مقلية في زيت الزيتون.

كلمة baṯāṯā (العربية: potato) هي كلمة مستعارة من البرتغالية (batata) للبطاطا.